# Yerai Cortés
Yerai Cortés   (Alacant, 24 de maig de 1995) és un músic i cantautor alacantí. El gènere en que s’emmarca la seva música es el flamenc. El seu reconeixement parteix de la seva contribució i protagonisme a la película española “La guitarra flamenca de Yerai Cortés” dirigida per Antón Álvarez.

## Biografia
Nascut en una família gitana, va iniciar-se en la música des de petit. Va començar tocant el caixó, per posteriorment centrar-se en la guitarra, instruït pel seu pare, el guitarrista Miguel Cortés. Va créixer escoltant figures com Paco de Lucía i Tomatito, influències clau en la seva formació musical.

## Carrera
Yerai Cortés es va traslladar a Madrid per desenvolupar la seva carrera professional. Ha actuat en diversos tablaos flamencs de referència, com Las Carboneras, Casa Patas, Corral de la Morería i Villa Rosa. També ha participat en actuacions als principals teatres d’Espanya, com el Teatro de Bellas Artes (Madrid), el Teatro Coliseum (Barcelona) i el Teatro Lope de Vega (Sevilla).
Ha col·laborat amb artistes com La Tania, La Negra, Richard Bona, Marcos Flores, Alfonso Losa, Manuel Liñán, Javier Colina, Chuchito Valdés i Farruquito. A més de guitarrista, exerceix com a compositor i productor, amb participació en espectacles com La Zapatera, FlamenKlorica i Guitarra Coral.
L’any 2024 va protagonitzar el documental La guitarra flamenca de Yerai Cortés, dirigit per Antón Álvarez Alfaro (C. Tangana), estrenat al Festival Internacional de Cinema de Sant Sebastià.

## Reconeixements
Premi Guitarra con Alma al Festival de Jerez (2021), per la seva participació en l’espectacle Al fondo riela de Rocío Molina.